# Román Rodríguez Rodríguez

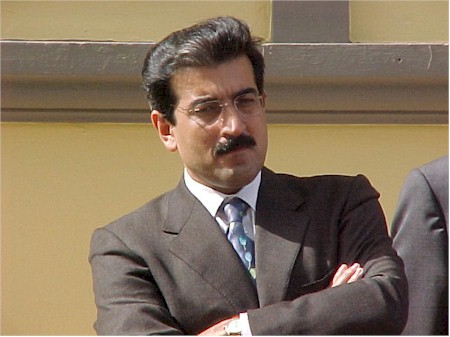
Román Rodríguez Rodríguez

Román Rodríguez Rodríguez (La Aldea de San Nicolás, 1º de março de 1956), é um político espanhol.
Foi Presidente das Ilhas Canárias de 1999 a 2003. É formado em medicina pela Universidad de La Laguna.